# Judas Maccabaeus
Judas Maccabaeus (HWV 63) és un oratori en tres actes compost l'any 1746 per Georg Friedrich Händel. El llibret fou elaborat per Thomas Morell. Aquest oratori es va elaborar com un homenatge al príncep Guillem August, duc de Cumberland, victoriós en la batalla de Culloden (16 d'abril de 1746). Altres catàlegs de música de Händel s'han referit a l'obra com a HG xxii; i HHA 1/24. El llibret de Morell es basa en el personatge de Judes Macabeu segons el deuterocanònic Primer llibre dels Macabeus (2-8), amb motius afegits de les Antiguitats judaiques de Flavi Josep.

## Estrena
Es va estrenar l'1 d'abril de 1747 en el Covent Garden, i Judas Maccabaeus es va convertir en un dels oratoris més populars de Händel. Els intèrprets en la seva producció original de 1747 foren, segons anunciava The General Advertiser (publicat el dia anterior al concert):
- Judes: John Beard (tenor)
- Home israelita: Caterina Galli (mezzo-soprano)
- Dona israelita: Elisabetta de Gambarini (soprano)
- Simon, germà de Judes: Thomas Reinhold (baix)
- Eupolemus, ambaixador jueu davant Roma: Thomas Reinhold (baix)

A més a més hi ha:
- Primer missatger (contralt)
- Segon missatger (baix)
- Cor d'israelites
- Cor de joves
- Cor de les verges

El famós cor See, the Conqu’ring Hero Comes! va ser compost l'estiu de 1747 per al següent oratori de Händel, Joshua. Davant la seva popularitat, probablement el 1751, Händel el va afegir a Judas Maccabaeus, i d'aquesta manera va passar a formar part legítima de tots dos oratoris. Sol interpretar-se amb el text llatí Canticorum iubilo.

## Estructura i anàlisi musical
| Part | Núm. | Tipus                                       | Títol                                   | Veus                                                                           | Caràcter                              | Compàs            | Tonalitat          |
| ---- | ---- | ------------------------------------------- | --------------------------------------- | ------------------------------------------------------------------------------ | ------------------------------------- | ----------------- | ------------------ |
| 1    | 1    | Overture                                    |                                         |                                                                                | Largo, Allegro, Largo                 | 4/4, 3/8, 4/4     | Sol menor          |
| 1    | 2    | Chorus                                      | Mourn, ye afflicted children            | Soprano, Contralt, Tenor, Baix                                                 | Largo                                 | 4/4               | Do menor           |
| 1    | 3    | Recitative                                  | Well may your sorrows                   | Home israelita (Tenor)                                                         |                                       | 4/4               |                    |
| 1    | 4    | Duet                                        | From this dread scene                   | Home israelita (Tenor), Dona israelita (Contralt)                              | Andante e staccato                    | 3/4               | Sol menor          |
| 1    | 5    | Chorus                                      | For Sion lamentation make               | Soprano, Contralt, Tenor, Baix                                                 | Larghetto e un poco piano, Adagio     | 12/8, 4/4         | Fa menor           |
| 1    | 6    | Recitative                                  | Not vain is all this storm of grief     | Simon                                                                          |                                       | 4/4               |                    |
| 1    | 7    | Air                                         | Pious orgies                            | Dona israelita                                                                 | Largo e sostenuto                     | 4/4               | Mi♭ major          |
| 1    | 8    | Chorus                                      | O Father, whose Almighty power          | Soprano, Contralt, Tenor, Baix                                                 | Larghetto, Allegro                    | 3/4, 4/4          | Mi♭ major          |
| 1    | 9    | Recitative (accompanied)                    | I feel the Deity within                 | Simon                                                                          |                                       | 4/4               |                    |
| 1    | 10   | Air                                         | Arm, arm, ye brave                      | Simon                                                                          | Allegro                               | 4/4               | Do major           |
| 1    | 11   | Chorus                                      | We come, in bright array                | Soprano, Contralt, Tenor, Baix                                                 | Allegro                               | 3/4               | Do major           |
| 1    | 12   | Recitative                                  | ‘Tis well, my friends                   | Judas Maccabaeus                                                               |                                       | 4/4               |                    |
| 1    | 13   | Air                                         | Call forth thy powers                   | Judas Maccabaeus                                                               | Allegro                               | 4/4               | Re major           |
| 1    | 14   | Recitative                                  | To Heaven's Almighty King we kneel      | Dona israelita                                                                 |                                       | 4/4               |                    |
| 1    | 15   | Air                                         | O Liberty, thou choicest treasure       | Dona israelita                                                                 | Largo                                 | 4/4               | La major           |
| 1    | 16   | Air                                         | Come, ever-smiling Liberty              | Dona israelita                                                                 | Andante                               | 6/8               | La major           |
| 1    | 17   | Recitative                                  | O Judas, may these noble views inspire  | Home israelita                                                                 |                                       | 4/4               |                    |
| 1    | 18   | Air                                         | ‘Tis Liberty                            | Home israelita                                                                 | Larghetto, Adagio, Larghetto          | 4/4               | Mi major           |
| 1    | 19   | Duet                                        | Come, ever-smiling Liberty              | Dona israelita, Home israelita (mezzosoprano)                                  | Andante                               | 6/8               | La major           |
| 1    | 20   | Chorus                                      | Lead on, lead on                        | Soprano, Contralt, Tenor, Baix                                                 | Allegro                               | 4/4               | Re major           |
| 1    | 21   | Recitative (sense acompanyament)            | So willed my father                     | Judas Maccabaeus                                                               |                                       | 4/4               |                    |
| 1    | 22   | Chorus                                      | Disdainful of danger                    | Contralt, Tenor, Baix                                                          | Allegro                               | 3/8               | Sol major          |
| 1    | 23   | Recitative                                  | Ambition! if e’er honour was thine aim  | Judas Maccabaeus                                                               |                                       | 4/4               |                    |
| 1    | 24   | Air                                         | No unhallow’d desire                    | Judas Maccabaeus                                                               | Allegro                               | 6/8               | Si♭ major          |
| 1    | 25   | Recitative                                  | Haste we, my brethren                   | Home israelita (Tenor)                                                         |                                       | 4/4               |                    |
| 1    | 26   | Chorus                                      | Hear us, O Lord                         | Soprano, Contralt, Tenor, Baix                                                 | A tempo giusto                        | 4/4               | Fa major           |
| 2    | 27   | Chorus                                      | Fallen is the foe                       | Soprano, Contralt, Tenor, Baix                                                 | Allegro moderato                      | 4/4               | Re menor           |
| 2    | 28   | Recitative                                  | Victorious hero                         | Home israelita                                                                 |                                       | 4/4               |                    |
| 2    | 29   | Air                                         | So rapid thy course is                  | Home israelita                                                                 | Allegro, Adagio (darrers 5 compassos) | 3/8               | Sol major          |
| 2    | 30   | Recitative                                  | Well may hope our freedom to receive    | Home israelita (Soprano)                                                       |                                       | 4/4               |                    |
| 2    | 31   | Duet                                        | Sion now her head shall raise           | Dona israelita, Home israelita (Soprano)                                       | Andante                               | 3/4               | Sol major          |
| 2    | 32   | Chorus                                      | Tune your harps                         | Soprano (1r & 2ª), Contralt, Tenor, Baix                                       | Andante                               | 3/4               | Sol major          |
| 2    | 33   | Recitative                                  | O let eternal honours crown his name    | Dona israelita                                                                 |                                       | 4/4               |                    |
| 2    | 34   | Air                                         | From mighty kings he took the spoil     | Dona israelita                                                                 | Andante, Allegro (final)              | 12/8, 4/4 (final) | La major           |
| 2    | 35   | Duet                                        | Hail, Judea, happy land                 | Home israelita (Contralt), Dona israelita                                      | Allegro                               | 4/4               | Re major           |
| 2    | 36   | Chorus                                      | Hail, Judea, happy land                 | Soprano, Contralt, Tenor, Baix                                                 | Allegro                               | 4/4               | Re major           |
| 2    | 37   | Recitative                                  | Thanks to my brethren                   | Judas Maccabaeus                                                               |                                       | 4/4               |                    |
| 2    | 38   | Air                                         | How vain is man who boasts in fight     | Judas Maccabaeus                                                               | Andante                               | 4/4               | Fa major           |
| 2    | 39   | Recitative                                  | O Judas! O my brethren                  | Missatger israelita (Contralt)                                                 |                                       | 4/4               |                    |
| 2    | 40   | Air                                         | Ah! wretched Israel                     | Dona israelita                                                                 | Largo                                 | 3/4               | Do menor           |
| 2    | 41   | Chorus                                      | Ah! wretched Israel                     | Soprano, Contralt, Tenor, Baix                                                 | Largo, Adagio (final)                 | 3/4               | Do menor           |
| 2    | 42   | Recitative                                  | Be comforted                            | Simon                                                                          |                                       | 4/4               |                    |
| 2    | 43   | Air                                         | The Lord worketh wonders                | Simon                                                                          | Allegro                               | 4/4               | La menor           |
| 2    | 44   | Recitative                                  | My arms! against this Gorgias will I go | Judas Maccabaeus                                                               |                                       | 4/4               |                    |
| 2    | 45   | Air                                         | Sound an alarm                          | Judas Maccabaeus                                                               | Allegro                               | 6/8               | Re major           |
| 2    | 46   | Chorus                                      | We hear                                 | Soprano, Contralt, Tenor, Baix                                                 | Allegro                               | 6/8               | Re major           |
| 2    | 47   | Recitative                                  | Enough! to Heaven we leave              | Simon                                                                          |                                       | 4/4               |                    |
| 2    | 48   | Air                                         | With pious hearts                       | Simon                                                                          | Larghetto                             | 3/4               | Sol menor          |
| 2    | 49   | Recitative                                  | Ye worshippers of God                   | Home israelita (Contralt)                                                      |                                       | 4/4               |                    |
| 2    | 50   | Air                                         | Wise men, Fattering, may deceive you    | Dona israelita                                                                 | Larghetto                             | 3/4               | Fa major           |
| 2    | 51   | Duet                                        | O never bow we down                     | Dona israelita, Home israelita (Contralt)                                      | Andante                               | 3/4               | Do menor           |
| 2    | 52   | Chorus                                      | We never will bow down                  | Soprano, Contralt, Tenor, Baix                                                 | Andante                               | 3/4               | Do menor, Do major |
| 3    | 53   | Air                                         | Father of Heaven                        | Home israelita (Contralt)                                                      | Andante larghetto                     | 4/4               | Fa major           |
| 3    | 54   | Recitative                                  | See, see yon Fames                      | Home israelita (Contralt)                                                      |                                       | 4/4               |                    |
| 3    | 55   | Recitative                                  | O grant it, Heaven                      | Dona israelita                                                                 |                                       | 4/4               |                    |
| 3    | 56   | Air                                         | So shall the lute and harp awake        | Dona israelita                                                                 | Allegro, Adagio (final)               | 4/4               | Si♭ major          |
| 3    | 57   | Recitative                                  | From Capharsalama                       | Missatgera israelita (Contralt), Missatger israelita (Baix)                    |                                       | 4/4               |                    |
| 3    | 58   | Chorus of Youths; Chorus of Virgins; Chorus | See the conquering hero comes           | Soprano (1r & 2ª), Contralt; Soprano (1r & 2ª); Soprano, Contralt, Tenor, Baix |                                       | 2/2               | Sol major          |
| 3    | 59   | March                                       |                                         |                                                                                | Allegro                               | 2/2               | Sol major          |
| 3    | 60   | Duet; Chorus                                | Sing unto God                           | Contralt, Tenor; Soprano, Contralt, Tenor, Baix                                | Allegro                               | 4/4               | Re major           |
| 3    | 61   | Recitative                                  | Sweet flow the strains                  | Judas Maccabaeus                                                               |                                       | 4/4               |                    |
| 3    | 62   | Air                                         | With honour let desert be crowned       | Judas Maccabaeus                                                               | Andante larghetto                     | 4/4               | La menor           |
| 3    | 63   | Recitative                                  | Peace to my countrymen                  | Eupolemus                                                                      |                                       | 4/4               |                    |
| 3    | 64   | Chorus                                      | To our great God                        | Soprano, Contralt, Tenor, Baix                                                 | Allegro                               | 4/4               | Sol menor          |
| 3    | 65   | Recitative                                  | Again to earth let gratitude descend    | Dona israelita                                                                 |                                       | 4/4               |                    |
| 3    | 66   | Duet                                        | O lovely peace                          | Dona israelita, Home israelita (Contralt)                                      | Allegro                               | 6/8               | Sol major          |
| 3    | 67   | Air                                         | Rejoice, O Judah                        | Simon                                                                          | Andante allegro                       | 4/4               | Re major           |
| 3    | 68   | Chorus                                      | Hallelujah, Amen                        | Soprano, Contralt, Tenor, Baix                                                 | Allegro, Adagio (final)               | 4/4               | Re major           |

### Orquestració
La següent orquestració va ser publicada per Chrysander en l'edició del Händel-Gesellschaft de 1866:
- violins I, II
- violes
- violoncels
- contrabaixos (Baixi)
- Fautes dolces I, II (Fauto)
- oboès I, II
- Fautes I, II (traversa)
- trompes I, II (corno)
- trompetes I, II, III (tromba)
- fagot I, II (fagotti)
- timbales
- orgue
- teclat

## Enregistraments
| Any  | Repartiment: Judas Maccabaeus, Dona israelita, Simon, Dona israelita, Missatger, Israelita       | Director, orquestra i cor                                                          | Segell discogràfic                     |
| ---- | ------------------------------------------------------------------------------------------------ | ---------------------------------------------------------------------------------- | -------------------------------------- |
| 1963 | Jan Peerce, Martina Arroyo, David Smith, Mary Davenport, Lawrence Avery                          | Thomas Scherman, Orquestra de l'Òpera Estatal de Viena, cor de l'Acadèmia de Viena | CD: VoxBoxCat: 5125                    |
| 1971 | Alexander Young, Heather Harper, John Shirley-Quirk, Helen Watts, Patricia Clark, Jean Temperley | Johannes Somary, English Chamber Orchestra, Coral Amor Artis                       | CD: Vanguard ClassicsCat: OVC 4072     |
| 1977 | Ryland Davies, Felicity Palmer, John Shirley-Quirk, Janet Baker, Paul Esswood, Christopher Keyte | Charles MacKerras, English Chamber Orchestra, Cor de la Wandsworth School          | CD: DGGCat: 447692                     |
| 1993 | Guy de Mey, Lisa Saffer, David Thomas, Patricia Spence, Brian Asawa, Leroy Kromm                 | Nicholas McGegan, Philharmonia Baroque Orchestra, U.C. Berkley Chamber Chorus      | CD: Harmonia Mundi Cat: HMX 2907374.75 |